# 헤이제이 천황
헤이제이 천황(일본어: 平城天皇, 774년 9월 25일 ~ 824년 8월 5일)은 51대 일본 천황이다. 시호인 헤이제이는 헤이조쿄(나라시의 옛 이름)에서 따온 것이며, 나라노 미코토(奈良帝 : 나라의 황제)라 불리기도 한다.

## 약력

### 즉위 이전
774년 간무 천황과 황후 후지와라노 오토무로의 장남으로 태어났다. 785년 숙부 사와라 친왕 대신 태자로 책봉되었다. 하지만, 병약한 데다가 황태자비의 어머니인 후지와라노 구스코와의 추문이 있어 아버지와의 사이가 원만하지 못했다.

### 치세 기간
다이도 원년(806년) 간무 천황의 뒤를 이어 황위에 올랐다. 치세 초기에는 정치에 의욕을 갖고 각종 정치·경제의 재건을 실시하였다. 한편으로는 아버지가 추방했던 후지와라노 구스코를 귀환시켜 궁정 내부의 일을 일임시켰다. 다이도 4년 (809년) 치세 4년 만에 신병으로 인해 동생 사가 천황에게 양위하였다

### 구스코의 변
810년 수도를 헤이안쿄에서 헤이조쿄로 다시 옮기고, 정권을 장악하려 하였다. 그러나, 사가 천황측이 선수를 쳐 구스코의 관직을 박탈하는 등 상황의 세력을 견제하였다. 이에 810년 헤이조쿄에서 반란을 일으켰지만 실패하여 구스코는 음독 자살하고 상황은 출가하였다. 또한, 상황의 아들 다카오카 친왕 대신 사가 천황의 아들 오토모 친왕이 황태자가 되었다. 이러한 일련의 사건을 구스코의 변이라 부른다.
824년 사망하였다. 향년 51세.

## 가족 관계
- 아버지 : 일본 제50대 간무 천황(桓武天皇, 737~806)
- 어머니 : 황후 후지와라노 오토무로(藤原乙牟漏, 760~790)
  - 황후 : 증황후 황태자비 후지와라노 타라시코(贈 皇后 藤原 帯子, ?~794)
  - 비 : 아사하라내친왕(朝原内親王, 779~817)
  - 비 : 오야케내친왕(大宅内親王, ?~849)
  - 비 : 칸나비내친왕(甘南美内親王, 800~817)
  - 쇼지(尚侍) : 후지와라노 쿠스코(藤原薬子, ?~810) - 후지와라노 타네츠구(藤原種継, 737~785)의 딸
  - 동궁비(東宮妃) : 후지와라씨(藤原氏) - 후지와라노 타다누시(藤原縄主, 760~817)와 후지와라노 쿠스코(藤原薬子, ?~810)의 딸
  - 궁인 : 이세노 츠구코(伊勢 継子, 772~812) - 이세노 오키나(伊勢老人)의 딸
    - 3남 : 타카오카친왕(高岳親王 799~865)
    - 4남 : 코세친왕(巨勢親王, 799/~882)
    - 장녀 : 카미츠케누내친왕(上毛野内親王, ?~842)
    - 3녀 : 이소카미내친왕(石上内親王, ?~846)
    - 4녀 : 오하라내친왕(大原内親王, ?~863)

  - 궁인 : 후지이노 후지코(葛井藤子) - 후지이노 미치요리(葛井道依)의 딸
    - 장남 : 아보친왕(阿保親王, 792~842)

  - 궁인 : 키노 이오카즈(紀魚員) - 키노 코츠오/키즈오(紀木津魚)의 딸
    - 차녀 : 에누내친왕(叡奴内親王, ?~835)

## 같이 보기
- 일본 천황